# Les Films Concordia
Les Films Concordia est une société française de production de cinéma, active de 1963 à 1975.

## Historique
La société est renommée Les Films Marceau Concordia en 2005 lors de la prise de participation majoritaire de René Château.

## Filmographie
- 1963 : Hier, aujourd'hui et demain (Ieri, oggi, domani) de Vittorio De Sica
- 1963 : Le Mépris de Jean-Luc Godard
- 1963 : L'Ennui et sa diversion, l'érotisme (La Noia) de Damiano Damiani
- 1964 : Cent millions ont disparu (La Congiuntura) d'Ettore Scola
- 1964 : Lady L de Peter Ustinov
- 1964 : Mariage à l'italienne (Matrimonio all'italiana) de Vittorio De Sica
- 1965 : La Dixième Victime (La decima vittima) d'Elio Petri
- 1966 : La Vingt-cinquième Heure d'Henri Verneuil
- 1969 : Les Fleurs du soleil (I girasoli) de Vittorio De Sica
- 1972 : Rapt à l'italienne (Mordi e fuggi) de Dino Risi
- 1974 : Profession : reporter (Professione : reporter) de Michelangelo Antonioni
- 1974 : Les Suspects de Michel Wyn
- 1974 : Verdict d'André Cayatte
- 1975 : Les Onze Mille Verges d'Éric Lipmann